# Ko Wierenga
Heiko (Ko) Wierenga (Borger, 6 maart 1933 – Enschede, 21 september 2013) was een Nederlands politicus en bestuurder.

## Biografie
Wierenga was kandidaat-notaris in Utrecht en Doorn, voordat hij in 1967 lid werd van de Tweede Kamer voor de Partij van de Arbeid (PvdA). Hij stak veel energie in de belangen van het noorden des lands.
Van 1977 tot 1994 was hij burgemeester van Enschede. In die periode werd onder meer het Muziekcentrum Enschede gerealiseerd. Van 1995 tot 1998 was hij werkzaam voor het Centraal Bureau voor de Arbeidsvoorziening (overkoepeling van de arbeidsbureaus) als interim-manager en voorzitter.
In 1994 was Wierenga voorzitter van de commissie die onderzoek deed naar de opheffing van het interregionaal rechercheteam Noord-Holland/Utrecht. Dit team had omstreden deals gemaakt met criminelen om drugsnetwerken te ontrafelen. Volgens het rapport-Wierenga was het IRT ten onrechte opgeheven. Twee jaar later werd in de IRT-enquête echter duidelijk dat grote hoeveelheden harddrugs door de Amsterdamse politie en justitie waren doorgelaten.
Op 21 september 2013 overleed Wierenga in verpleeghuis Bruggerbosch te Enschede.

## Trivia
De burgerij van Enschede noemde een kunstwerk naast het stadhuis dat tijdens zijn burgemeesterschap gereed kwam 'Het ei van Ko'.

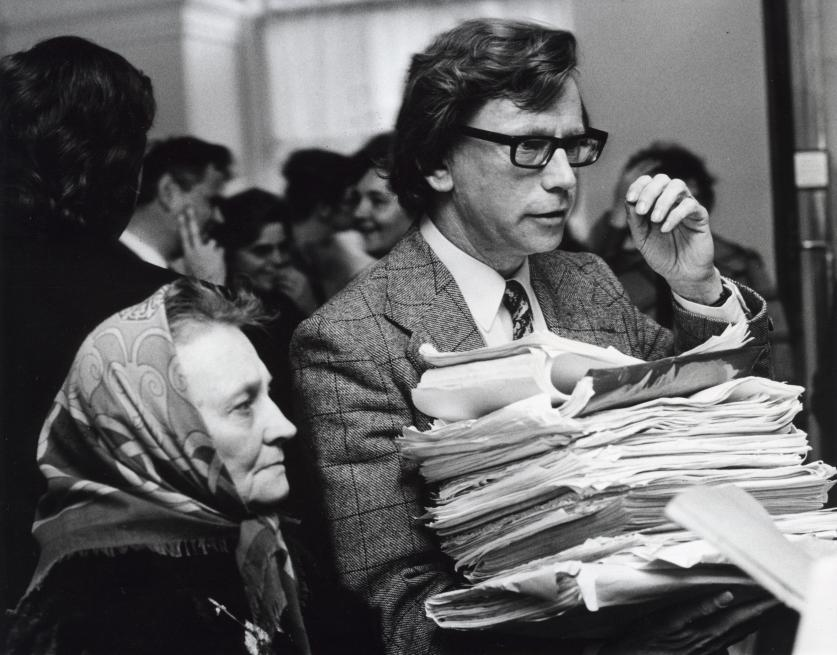
Demonstratie van huisvrouwen tegen de hoogte van de prijzen. Een afvaardiging overhandigt in de hal van de Tweede Kamer handtekeningen aan voorzitter Wierenga van de kamercommissie van Economisch Zaken. (24-01-1974)

- Biografisch Portaal: 19277859
- Parlement.com: vg09lld1a4yu